# Gorky Park (groupe)
Gorky Park (russe : Парк Горького) est un groupe de hard rock et glam metal russe, originaire de Moscou. Le groupe gagne en notoriété aux États-Unis durant la perestroïka. Ils sont le premier groupe de musique russe à être diffusé sur MTV.

## Biographie
En 1987, le guitariste Alexey Belov, le chanteur Nikolay Noskov, le bassiste Alexander « Big Sasha » Minkov, le guitariste Yan Yanenkov, et le batteur Alexander Lvov (ex-Aria) se rencontrent et forment Gorky Park. Stas Namin, musicien soviétique des années 1970, devient leur manager. Plus tard dans la même année, le groupe quitte la Russie pour trouver un contrat avec un label américain.
Aux États-Unis, le groupe est remarqué par le guitariste Frank Zappa. Jon Bon Jovi et Richie Sambora les aideront également à obtenir un contrat avec Mercury Records.
Le groupe publie un album éponyme en 1989, qui comprend les initiales 'GP' en couverture, qui atteint la 80e place du Billboard 200. Avec la chute des régimes communistes et un intérêt grandissant des occidentaux pour les soviétiques, Gorky Park se popularise significativement. Le groupe devient une sorte de symbole de l'amitié américano-russe. La première vidéo du groupe, Bang, est diffusée sur MTV.
Gorky Park participe au Moscow Music Peace Festival avec Bon Jovi, Mötley Crüe, Skid Row, Cinderella, Ozzy Osbourne et Scorpions. Gorky Park se joint à d'autres groupes du Moscow Music Peace Festival pour la compilation Stairway to Heaven/Highway to Hell. Le groupe continue en 1990 de tourner avec Bon Jovi. Nikolai Noskov quitte le groupe en 1990 mais Gorky Park reste actif, publiant plusieurs albums dans les années 1990. Moscow Calling, publié en 1993 et produit par Fee Waybill, se vend à 500 000 exemplaires hors des États-Unis. Leur nouvel album, Stare, est publié en 1996, seulement en Russie, après une tournée promotionnelle dans les États de l'URSS. En 1998, le groupe publie Protivofazza. En 1999, Alexander Minkov quitte le groupe pour lancer sa carrière solo sous le nom d'Alexander Marshall. Gorky Park ne révèle pas officiellement sa séparation, mais reste inactif jusqu'en 2001. Belov et Yanenkov continuent de jouer les chansons de Gorky Park dans leur groupe Park Belova.
Depuis, Gorky Park se réunit de temps à autre lors de festivals. En 2008, Gorky Park reçoit un prix Muz-TVpour sa contribution dans le rock, etp our avoir joué Moscow Calling avec Alexander Minkov. Le 18 novembre 2012, le groupe joue au Crocus City Hall de Moscou, célébrant leur 25e anniversaire. Nikolay Noskov se joint au groupe pour la première fois en 20 ans, pour chanter la chanson Bang.

## Membres

### Membres actuels
- Alexander « Big Sasha » Minkov-Marshal – chant (1990-1999, 2008, 2009, depuis 2012), basse (1987–1999, depuis 2012)
- Alexey Belov – guitare, chant, claviers (1987–2001, depuis 2005)
- Yan Yanenkov – guitare, chœurs (1987–1999, 2001, depuis 2005)
- Alexander « Little Sasha » Lvov – batterie, percussions, chœurs (1987–1999, 2006, 2008, 2009, depuis 2012)

### Anciens membres
- Nikolai Noskov – chant (1987–1990, 2012)
- Nikolai Kuzminykh – claviers (1996–2001 ; †)

## Discographie

### Albums studio
- 1989 : Gorky Park
- 1993 : Moscow Calling
- 1996 : Stare
- 1998 : Protivofazza

### Singles
- 1989 : Bang
- 1989 : Try to Find Me
- 1989 : Peace in Our Time
- 1992 : Moscow Calling
- 1996 : Stare
- 2001 : Сделано в России